# Sven Moëll
Sven Gustaf Reinhold Moëll, född 1 augusti 1894 i Sätuna, Skaraborgs län, död 15 mars 1974 i Annedals församling, Göteborg, var en svensk målare och tecknare.

## Biografi
Han var från 1942 gift med Kerstin Alfhild Linnéa Boulogner. Moëll var ursprungligen yrkesmålare och arbetade på Stora teaterns och Folkteaterns ateljéer i Göteborg under Jens Andrésen och John Jon-Ands handledning. Han var som konstnär huvudsakligen autodidakt och bedrev självstudier under resor till Köpenhamn och Paris. Separat ställde han ut i Göteborg ett flertal gånger och han medverkade flitigt i Göteborgs konstförenings utställningar på Göteborgs konsthall och i olika samlingsutställningar runt om i landet. Bland hans offentliga arbeten märks dekorativa målningar i Fiskebäckskil och Åsa. Hans konst består av hamnmiljöer, stadsbilder och landskapsskildringar utförda i olja eller som teckningar. Moëll är representerad vid Göteborgs konstmuseum, Gävle museum, Sjöhistoriska museet , Skövde museum och Hantverksinstitutet i Stockholm.

## Teater

### Scenografi (ej komplett)
| År   | Produktion                            | Upphovsmän                                                   | Regi                      | Teater                   |
| ---- | ------------------------------------- | ------------------------------------------------------------ | ------------------------- | ------------------------ |
| 1923 | Högt spel                             | Ernst Didring                                                | Gerda Lundequist-Dalström | Helsingborgs stadsteater |
| 1923 | Moral                                 | Ludwig Thoma Översättning Herman A. Ring                     | Torsten Hammarén          | Helsingborgs stadsteater |
| 1923 | Fjärde budet                          | Sigurd Wallén                                                | Albin Lindahl             | Helsingborgs stadsteater |
| 1923 | Komedien                              | Nini Roll Anker                                              | Gerda Lundequist-Dalström | Helsingborgs stadsteater |
| 1923 | Signade tider                         | Algot Sandberg                                               | Albin Lindahl             | Helsingborgs stadsteater |
| 1923 | Anna Christie                         | Eugene O'Neill Översättning Elsa af Trolle                   | Gerda Lundequist-Dalström | Helsingborgs stadsteater |
| 1923 | Tomtefar                              |                                                              | Carlo Keil-Möller         | Helsingborgs stadsteater |
| 1923 | Det lyckliga valet Det lykkelige valg | Nils Kjær Översättning August Brunius                        | Torsten Hammarén          | Helsingborgs stadsteater |
| 1924 | Din nästas fästmö Just Married        | Adelaide Matthews och Anne Nichols Översättning Ernst Eklund | Torsten Hammarén          | Helsingborgs stadsteater |
| 1924 | Hjärter är trumf Atout.. coeur        | Felix Gandera Översättning Sven Nyblom                       | Torsten Hammarén          | Helsingborgs stadsteater |
| 1924 | Disciplin                             | Einar Fröberg                                                | Torsten Hammarén          | Helsingborgs stadsteater |
| 1924 | Försvarsadvokaten A doktor úr         | Ferenc Molnár                                                | Torsten Hammarén          | Helsingborgs stadsteater |